# Endasys oregonianus
Endasys oregonianus är en stekelart som beskrevs av Luhman 1990. Endasys oregonianus ingår i släktet Endasys och familjen brokparasitsteklar. Inga underarter finns listade i Catalogue of Life.